# Rouvres-les-Vignes
Pour les articles homonymes, voir Rouvres et Vignes.
Rouvres-les-Vignes est une commune française, située dans le département de l'Aube en région Grand Est. Ses habitants sont des Bougelains et des Bougelaines.

## Géographie
|                | Saulcy             | Rizaucourt-Buchey Haute-Marne         |
| Colombé-le-Sec | Rouvres-les-Vignes | Colombey-les-Deux-Églises Haute-Marne |
|                | Lignol-le-Château  |                                       |

Rouvres-les-Vignes est située en France, à onze kilomètres de Bar-sur-Aube, à cinq kilomètres de Colombey-les-Deux-Églises où est situé le mémorial dédié à Charles de Gaulle, et à 81 kilomètres de Troyes.

### Hydrographie
La commune est dans la région hydrographique « la Seine de sa source au confluent de l'Oise (exclu) » au sein du bassin Seine-Normandie. Elle est drainée par le Fossé 01 du Val d'Ardenne, le Fossé 01 de Val de Guirlande et divers autres petits cours d'eau,.
Le fossé 01 du Val d'Ardenne, d'une longueur de 11 km, prend sa source dans la commune de Colombey les Deux Églises et se jette  dans l'Aube à Bayel, après avoir traversé six communes.

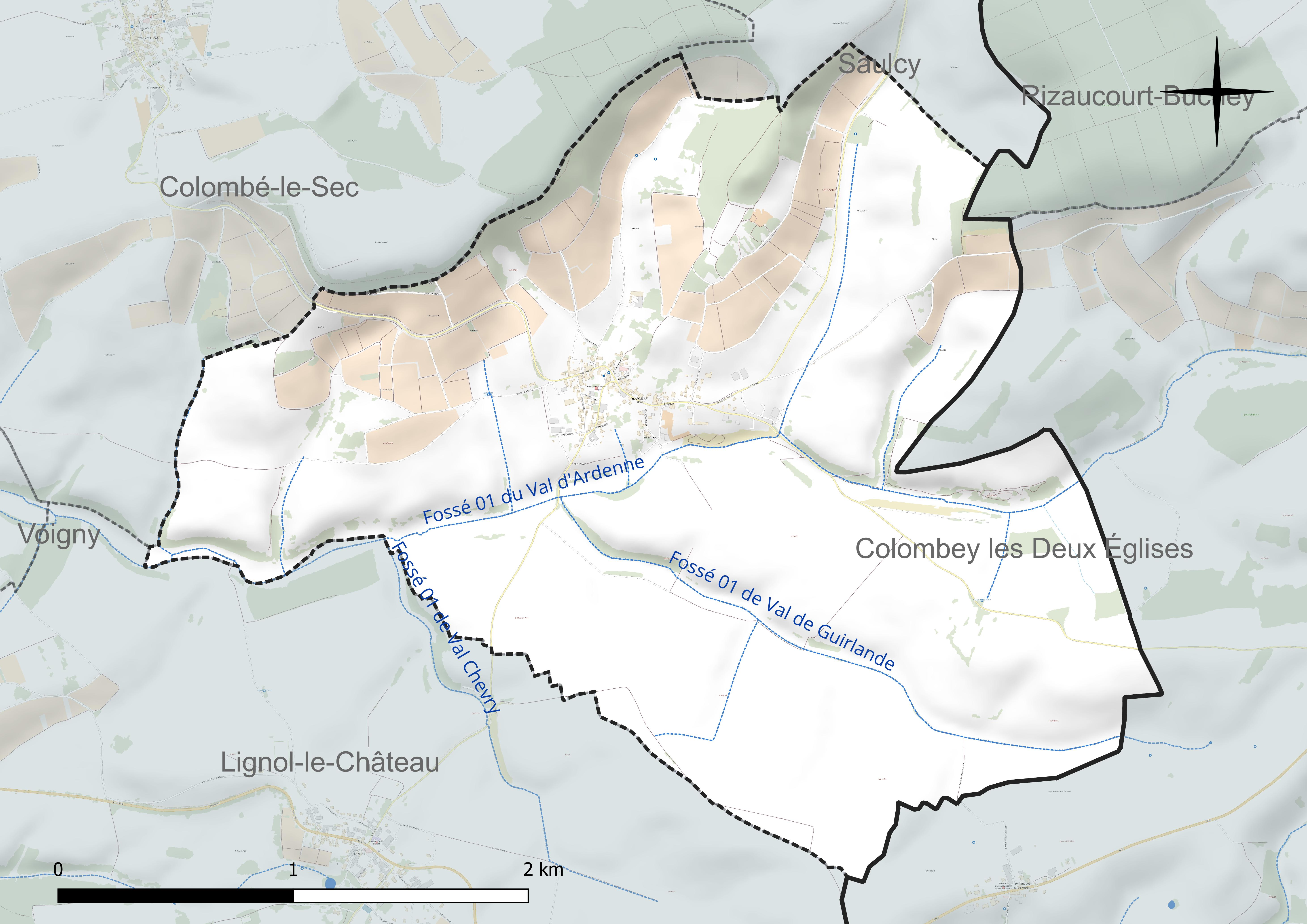
Réseau hydrographique de Rouvres-les-Vignes.

### Climat
Pour des articles plus généraux, voir Climat du Grand Est et Climat de l'Aube.
En 2010, le climat de la commune est de type climat des marges montargnardes, selon une étude du Centre national de la recherche scientifique s'appuyant sur une série de données couvrant la période 1971-2000. En 2020, Météo-France publie une typologie des climats de la France métropolitaine dans laquelle la commune est exposée à un climat océanique altéré et est dans la région climatique Lorraine, plateau de Langres, Morvan, caractérisée par un hiver rude (1,5 °C), des vents modérés et des brouillards fréquents en automne et hiver.
Pour la période 1971-2000, la température annuelle moyenne est de 10,3 °C, avec une amplitude thermique annuelle de 16,1 °C. Le cumul annuel moyen de précipitations est de 916 mm, avec 12,8 jours de précipitations en janvier et 9,1 jours en juillet. Pour la période 1991-2020, la température moyenne annuelle observée sur la station météorologique de Météo-France la plus proche, « Ailleville_sapc », sur la commune d'Ailleville à 11 km à vol d'oiseau, est de 11,4 °C et le cumul annuel moyen de précipitations est de 833,5 mm. 
La température maximale relevée sur cette station est de 41,3 °C, atteinte le 25 juillet 2019 ; la température minimale est de −19,7 °C, atteinte le 20 décembre 2009,,.
Les paramètres climatiques de la commune ont été estimés pour le milieu du siècle (2041-2070) selon différents scénarios d'émission de gaz à effet de serre à partir des nouvelles projections climatiques de référence DRIAS-2020. Ils sont consultables sur un site dédié publié par Météo-France en novembre 2022.

## Urbanisme

### Typologie
Au 1er janvier 2024, Rouvres-les-Vignes est catégorisée commune rurale à habitat dispersé, selon la nouvelle grille communale de densité à 7 niveaux définie par l'Insee en 2022.
Elle est située hors unité urbaine. Par ailleurs la commune fait partie de l'aire d'attraction de Bar-sur-Aube, dont elle est une commune de la couronne,. Cette aire, qui regroupe 43 communes, est catégorisée dans les aires de moins de 50 000 habitants,.

### Occupation des sols
L'occupation des sols de la commune, telle qu'elle ressort de la base de données européenne d’occupation biophysique des sols Corine Land Cover (CLC), est marquée par l'importance des territoires agricoles (91,3 % en 2018), en diminution par rapport à 1990 (95,4 %). La répartition détaillée en 2018 est la suivante : 
terres arables (67,4 %), cultures permanentes (15,3 %), prairies (7,4 %), forêts (4,6 %), zones urbanisées (4,1 %), zones agricoles hétérogènes (1,2 %). L'évolution de l’occupation des sols de la commune et de ses infrastructures peut être observée sur les différentes représentations cartographiques du territoire : la carte de Cassini (XVIIIe siècle), la carte d'état-major (1820-1866) et les cartes ou photos aériennes de l'IGN pour la période actuelle (1950 à aujourd'hui).

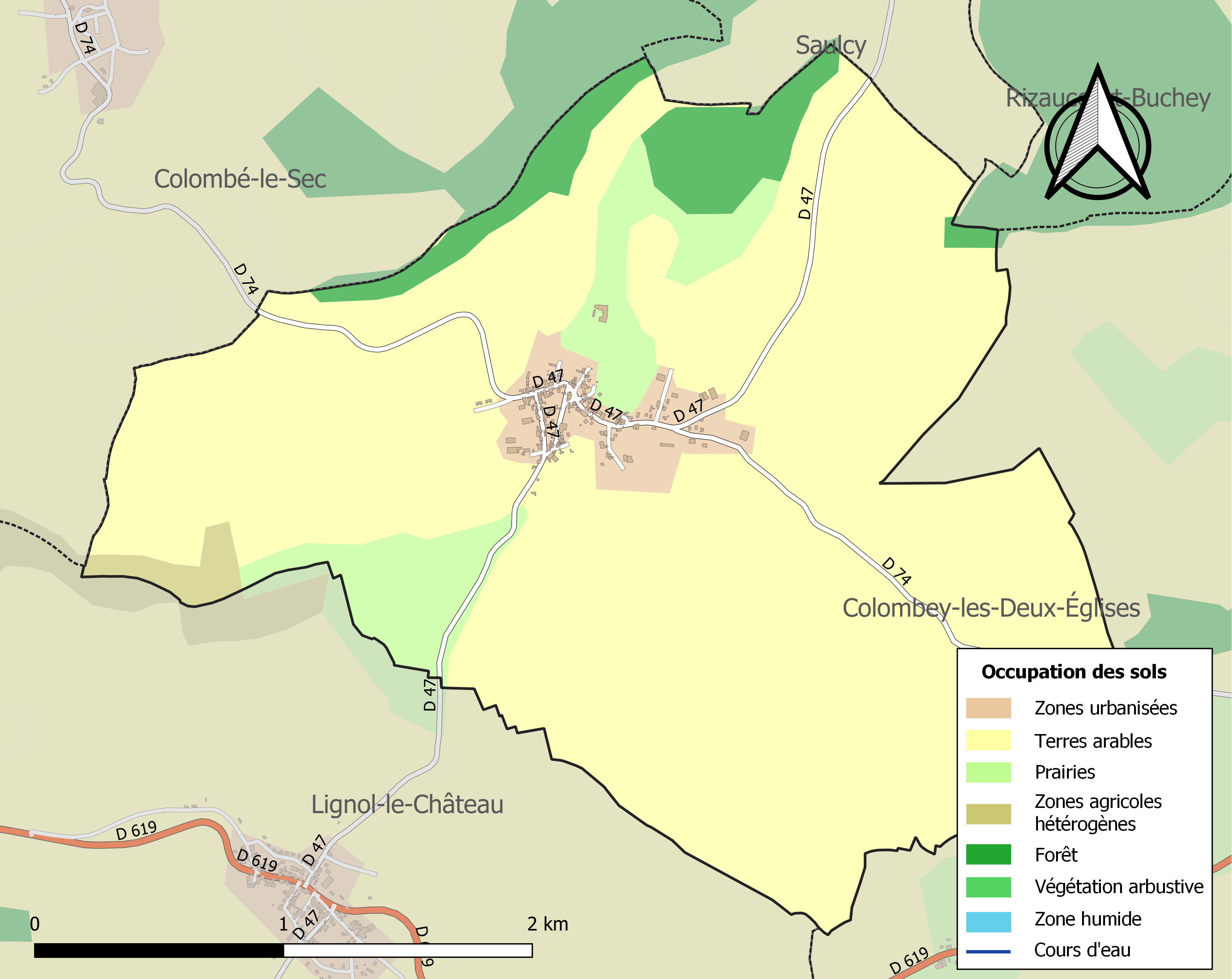
Carte des infrastructures et de l'occupation des sols de la commune en 2018 (CLC).

## Politique et administration
| Période                                  | Période  | Identité             | Étiquette | Qualité                    |
| ---------------------------------------- | -------- | -------------------- | --------- | -------------------------- |
| mars 2001                                | En cours | M. Michel Descharmes | UMP-LR    | Retraité Fonction publique |
| Les données manquantes sont à compléter. |          |                      |           |                            |

## Démographie
L'évolution du nombre d'habitants est connue à travers les recensements de la population effectués dans la commune depuis 1793. Pour les communes de moins de 10 000 habitants, une enquête de recensement portant sur toute la population est réalisée tous les cinq ans, les populations de référence des années intermédiaires étant quant à elles estimées par interpolation ou extrapolation. Pour la commune, le premier recensement exhaustif entrant dans le cadre du nouveau dispositif a été réalisé en 2005.

En 2022, la commune comptait 114 habitants, en évolution de +7,55 % par rapport à 2016 (Aube : +0,7 %, France hors Mayotte : +2,11 %).
| 1793 | 1800 | 1806 | 1821 | 1831 | 1836 | 1841 | 1846 | 1851 |
| ---- | ---- | ---- | ---- | ---- | ---- | ---- | ---- | ---- |
| 381  | 449  | 446  | 362  | 373  | 384  | 391  | 389  | 403  |

| 1856 | 1861 | 1866 | 1872 | 1876 | 1881 | 1886 | 1891 | 1896 |
| ---- | ---- | ---- | ---- | ---- | ---- | ---- | ---- | ---- |
| 369  | 384  | 376  | 399  | 378  | 359  | 343  | 330  | 317  |

| 1901 | 1906 | 1911 | 1921 | 1926 | 1931 | 1936 | 1946 | 1954 |
| ---- | ---- | ---- | ---- | ---- | ---- | ---- | ---- | ---- |
| 302  | 272  | 246  | 173  | 166  | 148  | 153  | 130  | 112  |

| 1962 | 1968 | 1975 | 1982 | 1990 | 1999 | 2005 | 2006 | 2010 |
| ---- | ---- | ---- | ---- | ---- | ---- | ---- | ---- | ---- |
| 107  | 104  | 103  | 104  | 112  | 122  | 125  | 127  | 113  |

| 2015 | 2020 | 2022 | - | - | - | - | - | - |
| ---- | ---- | ---- | - | - | - | - | - | - |
| 108  | 112  | 114  | - | - | - | - | - | - |

## Lieux et monuments
- Église Saint-Maurice de Rouvres-les-Vignes.

## Personnalités liées à la commune
L'écrivain naturaliste Louis Marie Desprez (20 juin 1861 - le 6 décembre 1885) a vécu et est mort à Rouvres-les-Vignes (alors appelé Rouvres-sous-Lignol). Une plaque commémorative porte son nom sur le mur de la maison où il a vécu, au 18 de la route départementale 47.